# Dolná Tižina
Dolná Tižina es un municipio del distrito de Žilina en la región de Žilina, Eslovaquia, con una población estimada a final del año 2024 de 1510 habitantes.
Se encuentra ubicado al oeste de la región, cerca del curso alto del río Váh (cuenca hidrográfica del Danubio) y de la frontera con la región de Trenčín.

## Demografía
| Año        | 1994 | 2004    | 2014    | 2024     |
| ---------- | ---- | ------- | ------- | -------- |
| Población  | 1207 | 1222    | 1326    | 1510     |
| Diferencia |      | +1,24 % | +8,51 % | +13,87 % |

| Año        | 2023 | 2024    |
| ---------- | ---- | ------- |
| Población  | 1508 | 1510    |
| Diferencia |      | +0,13 % |